# Erdei nebáncsvirág
Az erdei nebáncsvirág (Impatiens noli-tangere) a nebáncsvirágfélék egyetlen Magyarországon is őshonos faja, mely az ország hegyvidékeinek, forrásos, üde erdeinek, szurdokainak gyakori lakója, Az Erdei nebáncsvirágot sok néven ismerték, de a legtöbb név a virág érzékenységére utal, mint például a fájvirág, a kisasszony papucsa, a ne nyúlj hozzám virág, de a rejtike és sárga ibolya megnevezés is ezen növényt rejti. De hívják még kisasszonycipellőnek, rúgófűnek, fajtlinkának, hüvelykének vagy nenyúljhozzám gavallérnak is. Tudományos neve szintén érzékeny termésére utal: az Újszövetség szerint ugyanis Jézus mondta feltámadása után Máriának: Nole me tangere – ne érints engem!

## Élőhely
Vizek mellett, ártéri ligetekben, láperdőkben.

## Jellemzés

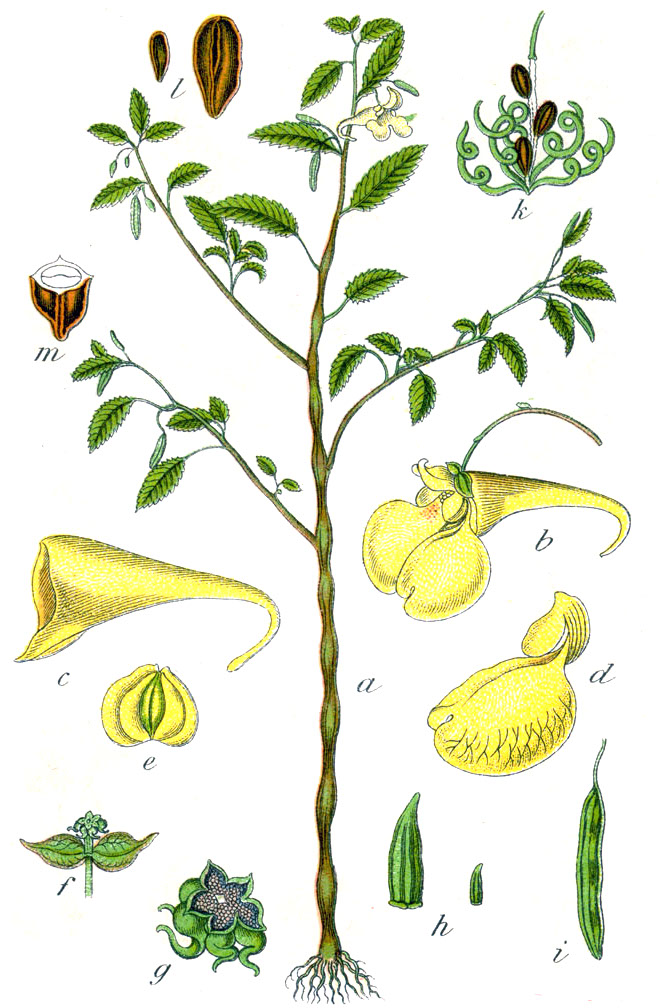
[http://commons.wikimedia.org/wiki/File:Impatiens_noli-tangere_Sturm13.jpg http://commons.wikimedia.org/wiki/Impatiens_noli-tangere_Sturm13.jpg

Szára üvegesen áttetsző és egy méter magasra is megnőhet, hajtásai felállóak, fent gazdagon elágaznak, a levelek hónaljában fejlődő görbült sarkantyújú, 2-3 centiméter hosszú élénksárga virágai lecsüngőek, a sarkantyú 6–12 milliméter hosszú, görbült. Szirmai hármasával- hatosával többnyire a tartólevél alá hanyatlók. Júniustól szeptemberig virágzik. Csészéje többnyire pártaszerű. Az ötszirmú párta szélső két-két levele összenőtt. Toktermése tojás alakú, öt, befelé görbülő lécre hasadva, a magokat szétrúgja. Az önterjesztésnek nevezett mechanizmust alkalmazza, mégpedig úgy, hogy két-három centiméteres toktermése már finomabb érintésre is hirtelen felnyílva szétlövöldözi magvait. A jelenség tudományos magyarázata: a termésfal külső oldalán parenchimasejtek sorakoznak, melyekben nyomás uralkodik, a belső oldalon viszont hosszanti lefutású rostrétegek találhatóak; már gyenge érintésre is a korábban szorosan álló termőlevelek elválnak egymástól és az előbb említett nyomás hatására gyorsan, felcsavarodnak befelé így szórja szét a magvait.

## Felhasználása
Egykoron az Erdei nebáncsvirág leveleit teának főzve, gyomorrenyheségnél és szorulásnál használták, de menstruációs görcsök esetén is jótékony hatású volt. Fájdalomcsillapító hatásánál fogva ópiummérgezésnél, mint ellenszert használták.

Külsőleg gyümölcsének olajos kivonatát használták, melyet lenmagolajban áztatták, majd melegítették és két-három nap múlva a gyümölcsből kipréselt olajos nedvvel kezelték a nehezen gyógyuló sebeket, aranyeret.